# Renard III de Dampierre-en-Astenois
Ne doit pas être confondu avec Renard III de Dampierre-en-Astenois, comte de Toul au début du XIIe siècle.
Renard III de Dampierre-en-Astenois, également nommé Reynald, Raynald, Rainard ou Renaud († vers 1230), est comte de Dampierre en Astenois au début du XIIIe siècle pendant la captivité de son père par l’émir d'Alep. Il est le fils de Renard II de Dampierre-en-Astenois, comte de Dampierre-en-Astenois, et d'Helvide.

## Biographie
Il est le fils aîné de Renard II de Dampierre-en-Astenois et d'Helvide.
Pendant la captivité de son père, prisonnier lors d'une embuscade durant la quatrième croisade par l’émir d'Alep, il assure le gouvernement du comté de Dampierre-en-Astenois et prendra même le titre de comte.
En 1207 et en mai 1218, Renard confirme deux dons de son oncle Henry. Renard fait également lui-même plusieurs donations, en respectant toujours le droit de son père de les confirmer ou de les révoquer s'il revenait de captivité à l'étranger. L'attribution des dîmes et revenus des foires du Vieil-Dampierre à l'abbaye de Châtrices est confirmée par son père et ratifiée par son suzerain le comte Thibaut IV de Champagne en 1234.
En 1218, Renard III, se faisant appeler lié à Jérusalem (Hierosolimam profecturus), a accordé les dîmes de Remicourt et les terrages de Sommelle à l'abbaye de Monthiers-en-Argonne, en précisant que si son père n'approuvait pas ces dons, la comtesse Blanche, qui confirmait la subvention, pourrait prendre sur son propre fief ce qu'il faudra pour assurer l'intégrité de ce don.
Plusieurs chartes laissent entendre qu'il avait l'intention de prendre la croix, mais aucune preuve ne nous est parvenue. Toutefois, il est probablement absent de son comté entre 1220 et 1224 où son nom n'apparait dans aucune charte durant cette période, ce qui pourrait laisser entendre qu'il a fait le voyage en Terre-Sainte.
Renard III décède vers 1230 avant le retour de son père, et c'est son fils Renard IV qui lui succède, mais encore mineur, il gouvernera sous la tutelle de son oncle Anseau.

## Mariage et enfants
Il épouse Béatrix de Tilchâtel, fille de Gui IV, seigneur de Tilchâtel, et de Guillemette de Bourbonne, dont il a au moins un enfant  :
- Renard, qui succède à son père sous la régence de son oncle Anseau Ier.
- plusieurs enfants cités mais non nommés dans une charte de 1234.

Veuve, Béatrix de Tilchâtel épouse en secondes noces Gautier II d'Arzillières, fils d'Henri d'Arzillières et d'Agnés de Montréal, dont elle a au moins deux autres enfants.

## Source
- Marie Henry d'Arbois de Jubainville, Histoire des Ducs et Comtes de Champagne, 1865.
- Anatole de Barthélemy, Chartes de départ et de retour des comtes de Dampierre-en-Astenois : IVe et Ve croisades, 1884.
- Anatole de Barthélemy, Le comté d'Astenois et les comtes de Dampierre-le-Château, 1888.